# HD 214599
HD 214599，又名CD-2817873，SAO 191308、HR 8619，是一颗恒星，视星等为6.31，位于銀經22.82，銀緯-60.92，其B1900.0坐标为赤經22h 34m 10.2s，赤緯-28° -60.92′ 43″。